# Lukian Araújo de Almeida
Lukian Araújo de Almeida, meglio noto come Lukian (Rio de Janeiro, 21 settembre 1991), è un calciatore brasiliano, attaccante dello Yokohama FC.

## Carriera
Dopo aver mosso i primi passi nelle serie minori del campionato brasiliano e nei campionati statali con Nova Iguaçu e Rio Branco-SP, si è trasferito in Asia, dove ha giocato con Bucheon FC 1995, Busan IPark e FC Anyang nella K League 2, la seconda divisione sudcoreana. Nel 2018 è stato acquistato dalla squadra thailandese del Samut Prakan City, militante in Thai League 1, che pochi mesi dopo lo ha ceduto al Chonburi, continuando così a giocare nella prima divisione thailandese. Nell'estate del 2019 ha firmato per i giapponesi del Júbilo Iwata, militanti nella J1 League. Nonostante la retrocessione della squadra al termine della stagione, Lukian gioca per altre due stagioni nella società di Iwata. Nella stagione 2021 la squadra vince il campionato cadetto e torna in prima divisione, con Lukian che si laurea capocannoniere del torneo con 22 reti. Poco prima dell'inizio della stagione 2022 si è trasferito all'Avispa Fukuoka, altro club della prima divisione giapponese.

## Statistiche

### Presenze e reti nei club
Statistiche aggiornate al 4 agosto 2022.
| Stagione        | Squadra           | Campionato      | Campionato | Campionato | Coppe nazionali | Coppe nazionali | Coppe nazionali | Coppe continentali | Coppe continentali | Coppe continentali | Altre coppe | Altre coppe | Altre coppe | Totale | Totale |
| Stagione        | Squadra           | Comp            | Pres       | Reti       | Comp            | Pres            | Reti            | Comp               | Pres               | Reti               | Comp        | Pres        | Reti        | Pres   | Reti   |
| --------------- | ----------------- | --------------- | ---------- | ---------- | --------------- | --------------- | --------------- | ------------------ | ------------------ | ------------------ | ----------- | ----------- | ----------- | ------ | ------ |
| 2011            | Nova Iguaçu       | A/RJ            | 10         | 2          |                 | -               | -               |                    | -                  | -                  |             | -           | -           | 10     | 2      |
| 2012            | Nova Iguaçu       | A/RJ            | 11         | 0          |                 | -               | -               |                    | -                  | -                  |             | -           | -           | 11     | 0      |
| 2013            | Nova Iguaçu       | A/RJ            | 4          | 1          |                 | -               | -               |                    | -                  | -                  |             | -           | -           | 4      | 1      |
| 2013            | Rio Branco-SP     | A2/SP           | 7          | 2          |                 | -               | -               |                    | -                  | -                  |             | -           | -           | 7      | 2      |
| 2013            | Nova Iguaçu       | D               | 4          | 0          |                 | -               | -               |                    | -                  | -                  |             | -           | -           | 4      | 0      |
| 2014            | Rio Branco-SP     | A2/SP           | 14         | 0          |                 | -               | -               |                    | -                  | -                  |             | -           | -           | 14     | 0      |
| 2015            | Bucheon FC 1995   | K2              | 22         | 4          | CCS             | 0               | 0               |                    | -                  | -                  |             | -           | -           | 22     | 4      |
| 2016            | Bucheon FC 1995   | K2              | 39         | 15         | CCS             | 3               | 0               |                    | -                  | -                  |             | -           | -           | 42     | 15     |
| 2017            | Busan IPark       | K2              | 18         | 2          | CCS             | 3               | 0               |                    | -                  | -                  |             | -           | -           | 21     | 2      |
| 2017            | FC Anyang         | K2              | 10         | 4          | CCS             | 0               | 0               |                    | -                  | -                  |             | -           | -           | 10     | 4      |
| 2018            | Samut Prakan City | T1              | 32         | 18         | CT+CdL          | 1+1             | 1+0             |                    | -                  | -                  |             | -           | -           | 34     | 19     |
| 2019            | Chonburi          | T1              | 14         | 11         | CT+CdL          | 1+1             | 0               |                    | -                  | -                  |             | -           | -           | 16     | 11     |
| 2019            | Júbilo Iwata      | J1              | 13         | 1          | CG+CdL          | 1+0             | 0               |                    | -                  | -                  |             | -           | -           | 14     | 1      |
| 2020            | Júbilo Iwata      | J2              | 31         | 10         | CG              | 0               | 0               |                    | -                  | -                  |             | -           | -           | 31     | 10     |
| 2021            | Júbilo Iwata      | J2              | 41         | 22         | CG              | 1               | 0               |                    | -                  | -                  |             | -           | -           | 42     | 22     |
| 2022            | Avispa Fukuoka    | J1              | 23         | 3          | CG+CdL          | 2+6             | 0+2             |                    | -                  | -                  |             | -           | -           | 31     | 5      |
| Totale carriera | Totale carriera   | Totale carriera | 293        | 95         |                 | 20              | 3               |                    | -                  | -                  |             | -           | -           | 313    | 98     |

## Palmarès

### Club

#### Competizioni nazionali
- J2 League: 1

Júbilo Iwata: 2021
- Coppa J. League: 1

Avispa Fukuoka: 2023

### Individuale
- Capocannoniere della J2 League: 1

2021 (22 gol)